# Clubhouse Games: 51 Worldwide Classics
Clubhouse Games: 51 Worldwide Classics, conhecido como 51 Worldwide Games na Europa e Austrália é um jogo eletrônico de festa desenvolvido pela NDcube e publicado pela Nintendo para o Nintendo Switch. O jogo é um sucessor de Clubhouse Games (2005) para o Nintendo DS e é uma compilação de jogos de tabuleiro, de cartas, de mesa e de esportes de brinquedo de diversos lugares do mundo. Foi lançado mundialmente em 5 de junho de 2020, e mais de 3,14 milhões de cópias já haviam sido vendidas até abril de 2021.

## Jogabilidade
Ao iniciar o jogo pela primeira vez, o jogador escolhe um boneco como avatar e escolhe um jogo favorito para ele. Isso permite que outros jogadores vejam um globo onde podem escolher este jogo. Esses bonecos servem como guias para os jogos e oferecem curiosidades, como a história de cada jogo.
A compilação de 51 jogos inclui uma variedade de jogos de tabuleiro, de cartas, de mesa e de esportes de brinquedo como gamão, reversi, damas, xadrez, dominó, hanafuda, golfe, pesca, dardos, e basebol de brinquedo. Além disso, há um jogo bônus de piano incluído. Um baralho de cartas temático de Mario é desbloqueável e pode ser usado em alguns jogos de carta.
Muitos dos jogos permitem o uso de controle de movimentos através dos controles Joy-Con. Quando sozinho, o jogador joga contra oponentes com inteligência artificial, podendo alterar o nível de dificuldade. Partidas no modo multijogador podem ser jogadas localmente, em um único console (com algumas exceções), ou através de uma conexão local sem fios, dependendo do jogo. Um modo multijogador chamado "Mosaic Mode" permite que vários aparelhos Switch se conectem para mostrar uma única imagem maior. A maior parte dos jogos podem ser jogados online, através de modos de matchmaking com estranhos ou em salas com amigos.
A "Clubhouse Games Guest Pass" é uma aplicação gratuita disponível na Nintendo eShop que inclui os jogos dominó, conecte quatro, presidente e autorama em sua totalidade. Ela permite que jogadores criem salas com outros que possuem a aplicação, e permite que entrem em salas criadas por jogadores com o jogo completo.

### Lista de jogos
- Mancala
- Pontinhos
- Yacht
- Conecte quatro
- Senha
- Trilha
- Hex
- Damas
- Hare and hounds
- Gomoku
- Dominó
- Damas chinesas
- Ludo
- Gamão
- Reversi
- Xadrez
- Shogi
- Mini Shogi
- Hanafuda
- Mahjong japonês
- Last card
- Vinte-e-um
- Texas hold 'em
- Presidente
- Dominó de baralho
- Speed
- Jogo da memória
- War
- Takoyaki
- Buta no shippo
- Golfe
- Bilhar americano
- Boliche
- Dardos
- Carrom
- Tênis de brinquedo
- Futebol de brinquedo
- Curling de brinquedo
- Boxe de brinquedo
- Basebol de brinquedo
- Hóquei de Ar
- Autorama
- Pesca
- Tanques de batalha
- Tanques em time
- Galeria de tiro
- Quebra-cabeças de 6 bolas
- Quebra-cabeças de deslizar
- Mahjong solitaire
- Klondike solitaire
- Paciência Spider
- Piano (disponível apenas em um-jogador)

## Desenvolvimento
Clubhouse Games: 51 Worldwide Classics foi desenvolvido pela NDcube, que havia anteriormente desenvolvido Super Mario Party para o Nintendo Switch. O jogo foi anunciado em uma apresentação Nintendo Direct Mini em 26 de março de 2020, com um trailer revelando a lista completa de jogos disponíveis. Um trailer seguinte foi lançado em 28 de abril de 2020 no Japão e em 18 de maio de 2020 na América do Norte. Alguns elementos do jogo se assemelham àqueles vistos no trailer de anúncio do Wii U na E3 de 2011, onde reversi, damas e xadrez foram mostrados no Wii U GamePad. Os cenários de golfe são recriações dos nove buracos presentes em Wii Sports, que por sua vez foram inspirados em cenários de Golf, para o NES.

## Recepção
Em 13 de julho em 2020, a Nintendo divulgou as estatísticas globais da popularidade de cada jogo, revelando 1,5 milhão de jogadores de pontinhos até 7 de julho de 2020.

### Críticas
O jogo recebeu críticas majoritariamente positivas, principalmente direcionadas aos visuais, à seleção de jogos disponíveis, e ao grande foco em conteúdo de um jogador, funções online e matchmaking. A inteligência artificial do jogo também foi elogiada por ser surpreendentemente habilidosa. Ben Kuchera, da Polygon, elogiou a seleção de jogos em um simples pacote e os tutoriais. Christian Donlan, da Eurogamer, elogiou os visuais, polimento, e atmosfera. Chris Scullion, da Nintendo Life, elogiou a tentativa do matchmaking online de não deixar os jogadores esperando, indicando a outros jogadores quais jogos eles selecionaram. Reclamações comuns incluíram a falta de opções de jogos para 3 ou 4 jogadores, omissão de certos jogos, diálogos e dublagem irritantes e falta de suporte para todos os estilos de jogo do Nintendo Switch.

### Vendas
O jogo alcançou o top 10 de tabelas de vendas para a semana de 1 a 7 de junho no Japão com 64.443 cópias vendidas, o posicionando atrás de Animal Crossing: New Horizons. A Nintendo revelou que o total mundial acumulado havia alcançado 3.14 milhões de cópias vendidas até 31 de março de 2021, tornando-o o 21º jogo mais vendido para o Nintendo Switch.